# گروک پایین (جاسک)
گروک پایین، روستایی در دهستان کنگان بخش مرکزی شهرستان جاسک در استان هرمزگان ایران است.نام ای روستا به زبان محلی دَلوک پایین می باشد. 
و رئیس شورا این روستا شهاب بهرامی فرزند محمود میباشد
در این روستا محمود شاهی بعنوان بزرگ و متعمد و کدخدا شناخته می شود
و رشته کوه ثبتی در این روستا واقع شده است 

## جمعیت
بر پایه سرشماری عمومی نفوس و مسکن در سال ۱۳۹۵، جمعیت این روستا برابر با ۱۷۶ نفر (۵۰ خانوار) بوده‌است.